# Антим Ардамерски
Антим (на гръцки: Άνθιμος) е гръцки духовник, епископ на Цариградската патриаршия.

## Биография
Роден е в Коня. Става протосингел на драмския и филипийски митрополит Мелетий. На 23 май 1854 година е ръкоположен за амфиполски епископ, викарий на Драмска митрополия. От август 1866 до края на 1867 година, 14 месеца, по препоръка на Агатангел Драмски, е назначен за епитроп на Мелнишката епархия в отсъствието на митрополит Дионисий. През декември 1867 година е избран за ардамерски епископ. Според други данни заема катедрата в 1865 или в 1870 година. През март 1875 година участва в избора на солунския протосингел Амвросий Касарас за йерисовски епископ. Подава оставка през март 1876 година поради напреднала възраст. 
Умира в септември 1904 година в Солун.